# 에도바시 나들목

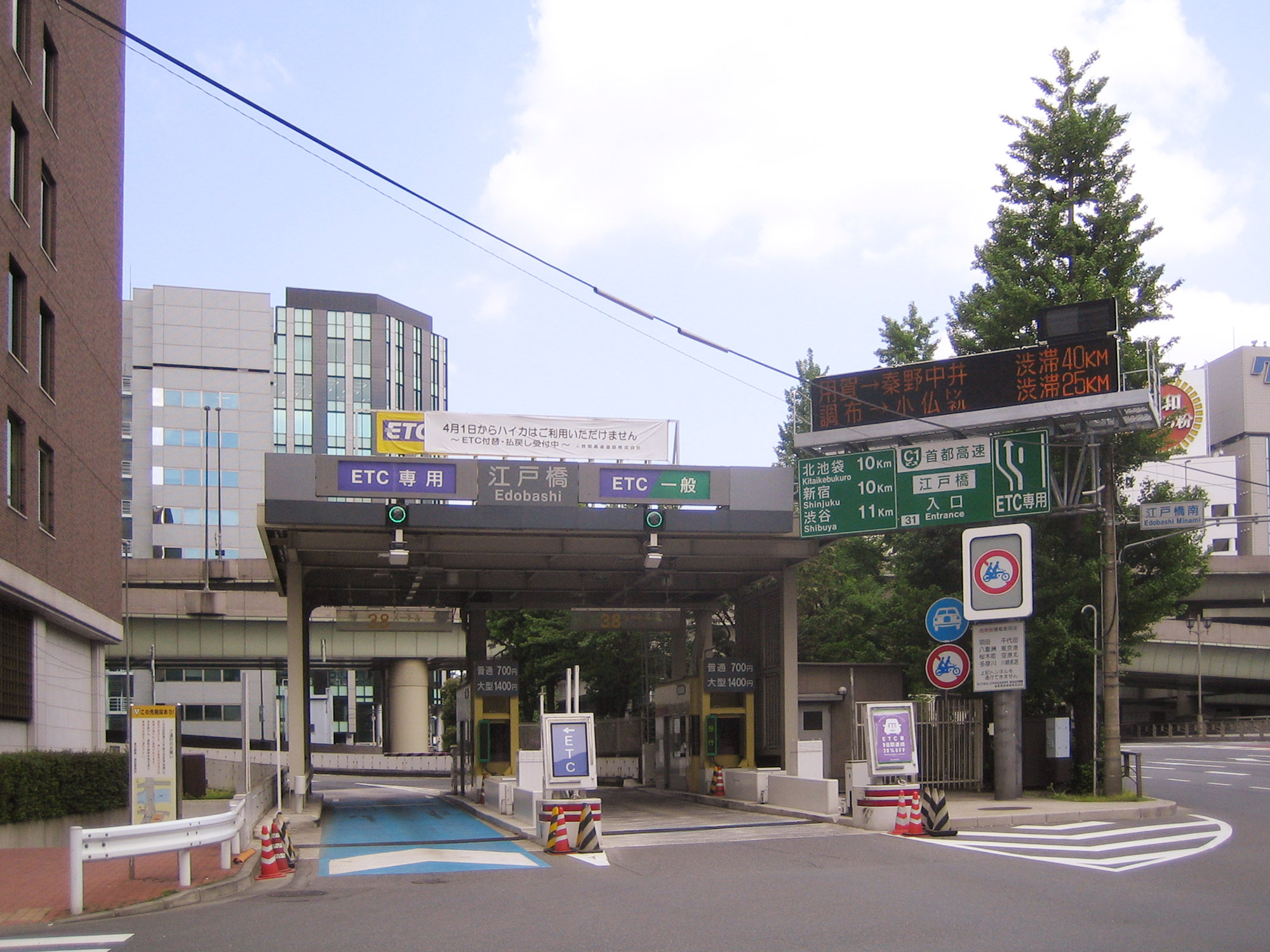
입구 모습

에도바시 나들목(일본어: 江戸橋出入口, えどばしでいりぐち 에도바시데이리구치[*])는 일본 도쿄도 주오구에 있는 에도바시 분기점과 병행 설치된, 에도바시 기점 14.2km 지점에 설치된 수도고속도로 도심 환상선의 31번 나들목이다. 다케바시 분기점 방향으로만 출입구가 설치되어 있다.

## 구조물 정보
- 위치
  - 입구: 도쿄도 주오구 니혼바시무로마치
  - 출구: 도쿄 도 주오 구 니혼바시
- 본선의 출구 표지판에는 에도바시(江戸橋), 주오도리(中央通り), 니혼바시(日本橋)라고 적혀있다.

## 주변
- 니혼바시
- 니혼바시 역
- 미쓰코시마에 역
- 노무라 증권 본사
- 쇼와도리

## 인접 교차로
- 수도고속도로 도심 환상선
  - 고후쿠바시 나들목 - 에도바시 나들목 - 에도바시 분기점 - 다카라초 나들목